# Батізовський потік
Батізовський потік (словац. Batizovský potok) — річка в Словаччині, права притока Велицького потоку, протікає в окрузі Попрад.
Довжина — 15-21 км. Витік знаходиться в масиві Високі Татри на висоті 1884 метри — Батізовське плесо. Протікає Батізовською долиною; територією міста Високі Татри (Нова Полянка); сіл Штуола; Батізовце і міста Попрад (частини Велика і міста Світ)
Впадає у Велицький потік на висоті приблизно 705 метрів.